# Roland Ramoser
Pour les articles homonymes, voir Ramoser.
Roland Ramoser (né le 3 septembre 1972 à Bolzano en Italie) est un joueur professionnel de hockey sur glace italien.

## Biographie
Lui qui a 17 ans rejoignit l'Équipe d'Italie de hockey sur glace junior prit en 1990 le chemin de l'Amérique du Nord pour évoluer dans la Ligue de hockey junior majeur du Québec avec les Olympiques de Hull ; l'année suivante, il rejoignait les Blazers de Kamloops de la Ligue de hockey de l'Ouest. Il prit part au Championnat du monde junior 1992, groupe C, avec la Squadra Azzurra ; il fut nommé meilleur attaquant du tournoi.
Son séjour en Amérique du Nord se termina là ; Ramoser retourna en Italie pour signer un contrat professionnel avec le HC Devils Milano en Serie A. Il y remportera ses deux premières scudetto : en 1992-1993 et 1993-1994.
Ramoser s'expatria en Allemagne pour quatre saisons, rejoignant en 1996 les Nürnberg Ice Tigers de la DEL. Il est transféré l'année suivante aux Kassel Huskies, qui se qualifièrent pour la Ligue d'Europe de hockey sur glace (laquelle plus tard fut remplacée par la Coupe d'Europe des clubs champions de hockey sur glace). Il retournera à Nuremberg en 1998 pour deux saisons, la première des deux l'amenant en finale contre l'Adler Mannheim, contre lesquels les Ice Tigers s'inclinèrent.
Il retournera à la maison en 2000 avec un contrat en main chez l'AS Renon. Il termina la saison en tête des marqueurs avec 39 buts et 85 points. L'année suivante, il confirma qu'il était bien l'un des meilleurs avants italiens en terminant avec 76 points, deux de moins que le meilleur de la saison Anthony Iob. Il retourna à Bolzano en 2002. Il remportera avec ces derniers la Coppa Italia en 2003 et la Supercoppa italiana l'année suivante. Il est depuis 2005 capitaine des Foxes de Bolzano. Il enrichit son palmarès avec la Serie A 2008, 2009 et la Coupe d'Italie 2007 et 2009.
Ramoser est un membre régulier de l'Équipe nationale tout au long de sa carrière, prenant part à 12 éditions successives des Mondiaux et participant aux Jeux olympiques à 3 reprises.

## Statistiques
| Saison    | Équipe                  | Ligue   |    | Saison régulière | Saison régulière | Saison régulière | Saison régulière | Saison régulière |   | Séries éliminatoires | Séries éliminatoires | Séries éliminatoires | Séries éliminatoires | Séries éliminatoires |
| Saison    | Équipe                  | Ligue   | PJ | B                | A                | Pts              | Pun              | PJ               | B | A                    | Pts                  | Pun                  |                      |                      |
| 1989-1990 | Renon                   | Serie A | 22 | 17               | 13               | 30               | 8                | 10               | 8 | 3                    | 11                   | 0                    |                      |                      |
| 1990-1991 | Olympiques de Hull      | LHJMQ   | 23 | 2                | 1                | 3                | 6                | -                | - | -                    | -                    | -                    |                      |                      |
| 1991-1992 | Blazers de Kamloops     | LHOu    | 2  | 1                | 0                | 1                | 2                | -                | - | -                    | -                    | -                    |                      |                      |
| 1992-1993 | Milan                   | Serie A | 11 | 6                | 7                | 13               | 28               | 6                |   |                      |                      | 0                    |                      |                      |
| 1993-1994 | Milan                   | Serie A | 24 | 7                | 10               | 17               | 4                | -                | - | -                    | -                    | -                    |                      |                      |
| 1994-1995 | HC Bolzano              | Serie A | 36 | 36               | 38               | 74               | 22               | 11               | 5 | 10                   | 15                   | 10                   |                      |                      |
| 1995-1996 | Gardena                 | Serie A | 32 | 24               | 34               | 58               | 26               | 7                | 1 | 7                    | 8                    | 4                    |                      |                      |
| 1996-1997 | Ice Tigers de Nuremberg | DEL     | 47 | 21               | 20               | 41               | 100              | 9                | 4 | 4                    | 8                    | 8                    |                      |                      |
| 1997-1998 | Cassel Huskies          | DEL     | 45 | 13               | 14               | 27               | 69               | 4                | 0 | 1                    | 1                    | 4                    |                      |                      |
| 1998-1999 | Huskies de Cassel       | DEL     | 37 | 4                | 6                | 10               | 30               | -                | - | -                    | -                    | -                    |                      |                      |
| 1998-1999 | Ice Tigers de Nuremberg | DEL     | 14 | 7                | 3                | 10               | 33               | 13               | 5 | 3                    | 8                    | 26                   |                      |                      |
| 1999-2000 | Ice Tigers de Nuremberg | DEL     | 50 | 8                | 12               | 20               | 32               | 12               | 5 | 3                    | 8                    | 6                    |                      |                      |
| 2000-2001 | Renon                   | Serie A | 32 | 35               | 34               | 69               | 36               | 11               | 4 | 12                   | 16                   | 12                   |                      |                      |
| 2001-2002 | Renon                   | Serie A | 42 | 30               | 44               | 74               | 46               | -                | - | -                    | -                    | -                    |                      |                      |
| 2002-2003 | HC Bolzano              | Serie A | 39 | 24               | 19               | 43               | 42               | 5                | 3 | 0                    | 3                    | 12                   |                      |                      |
| 2003-2004 | HC Bolzano              | Serie A | 42 | 27               | 31               | 58               | 36               | 4                | 2 | 3                    | 5                    | 4                    |                      |                      |
| 2004-2005 | HC Bolzano              | Serie A | 33 | 11               | 21               | 32               | 56               | 10               | 5 | 5                    | 10                   | 16                   |                      |                      |
| 2005-2006 | HC Bolzano              | Serie A | 46 | 17               | 19               | 36               | 93               | -                | - | -                    | -                    | -                    |                      |                      |
| 2006-2007 | HC Bolzano              | Serie A | 38 | 17               | 16               | 33               | 46               | 5                | 2 | 1                    | 3                    | 4                    |                      |                      |
| 2007-2008 | HC Bolzano              | Serie A | 38 | 4                | 15               | 19               | 26               | 12               | 4 | 3                    | 7                    | 20                   |                      |                      |
| 2008-2009 | HC Bolzano              | Serie A | 41 | 18               | 9                | 27               | 57               | 8                | 4 | 4                    | 8                    | 18                   |                      |                      |
| 2009-2010 | HC Bolzano              | Serie A | 40 | 13               | 8                | 21               | 50               | 13               | 1 | 8                    | 9                    | 18                   |                      |                      |
| 2010-2011 | AS Renon                | Serie A | 40 | 14               | 15               | 29               | 60               | 5                | 0 | 1                    | 1                    | 18                   |                      |                      |

| Année | Équipe                   | Compétition                 |   | PJ | B | A  | Pts | Pun                         |  | Résultats |
| 1989  | Italie - moins de 18 ans | Championnat d'Europe junior | 5 | 0  | 0 | 0  | 2   | 6e du Groupe B              |  |           |
| 1990  | Italie - moins de 18 ans | Championnat d'Europe junior | 7 | 11 | 6 | 17 | 2   | 2e du Groupe B              |  |           |
| 1992  | Italie junior            | Championnat du monde junior |   |    |   |    |     | 1er du Groupe C             |  |           |
| 1994  | Italie                   | Jeux olympiques             | 7 | 1  | 2 | 3  | 8   | 9e                          |  |           |
| 1994  | Italie                   | Championnat du monde        | 6 | 0  | 0 | 0  | 4   | 6e                          |  |           |
| 1995  | Italie                   | Championnat du monde        | 6 | 1  | 1 | 2  | 4   | 7e                          |  |           |
| 1996  | Italie                   | Championnat du monde        | 6 | 1  | 0 | 1  | 0   | 7e                          |  |           |
| 1997  | Italie                   | Championnat du monde        | 8 | 2  | 3 | 5  | 6   | 8e                          |  |           |
| 1998  | Italie                   | Jeux olympiques             |   |    |   |    |     | 12e                         |  |           |
| 1998  | Italie                   | Championnat du monde        |   |    |   |    |     | 10e                         |  |           |
| 1999  | Italie                   | Championnat du monde        |   |    |   |    |     | 13e                         |  |           |
| 2000  | Italie                   | Championnat du monde        | 6 | 0  | 0 | 0  | 0   | 12e                         |  |           |
| 2001  | Italie                   | Championnat du monde        | 6 | 0  | 0 | 0  | 0   | 12e                         |  |           |
| 2002  | Italie                   | Championnat du monde        | 6 | 1  | 1 | 2  | 6   | 15e                         |  |           |
| 2003  | Italie                   | Championnat du monde        | 5 | 2  | 0 | 2  | 2   | 4e de Division I, Groupe B  |  |           |
| 2004  | Italie                   | Championnat du monde        | 5 | 3  | 2 | 5  | 2   | 2e de Division I, Groupe B  |  |           |
| 2005  | Italie                   | Championnat du monde        | 5 | 3  | 2 | 5  | 2   | 1er de Division I, Groupe B |  |           |
| 2006  | Italie                   | Championnat du monde        | 2 | 0  | 0 | 0  | 25  | 14e                         |  |           |
| 2007  | Italie                   | Championnat du monde        | 6 | 1  | 1 | 2  | 6   | 12e                         |  |           |
| 2008  | Italie                   | Championnat du monde        | 5 | 0  | 0 | 0  | 10  | 16e                         |  |           |
| 2009  | Italie                   | Championnat du monde        | 5 | 5  | 3 | 8  | 6   | 1er de Division I, Groupe B |  |           |
| 2010  | Italie                   | Championnat du monde        | 6 | 0  | 1 | 1  | 2   | 15e                         |  |           |